# Outsiders (série télévisée)
Pour les articles homonymes, voir Outsiders.
Outsiders est une série télévisée américaine en 26 épisodes de 43 minutes créée par Peter Mattei et diffusée entre le 26 janvier 2016 et le 25 avril 2017 sur WGN America et depuis le 6 janvier 2017 sur le service CraveTV au Canada. C'est la troisième série originale de WGN America.
Cette série est inédite dans tous les pays francophones.

## Synopsis
La série raconte l'histoire du clan Farrell et la lutte pour avoir le pouvoir et contrôler les collines d'Appalachia. Elle prend place dans la ville fictive de Blackburg dans le Kentucky.

## Distribution

### Acteurs principaux
- David Morse : « Big Foster » Farrell VI[3]
- Joe Anderson : Asa Farrell[3]
- Gillian Alexy (en) : G’Winveer « G'Win » Farrell[4]
- Ryan Hurst : « Lil Foster » Farrell VIII[5]
- Kyle Gallner : Hasil Farrell[6]
- Christina Jackson : Sally-Ann[7]
- Thomas M. Wright : Sheriff adjoint Wade Houghton, Jr.

### Acteurs récurrents
- Phyllis Somerville : Lady Ray Farrell[3]
- Jason McCune : Ned Osborn
- Francie Swift : Haylie Grimes[3]
- Johanna McGinley : Annalivia Farrell
- Mark Jeffrey Miller : Craigan O'Farrell

## Production
Pendant son développement la série était nommée Titans.
WGN America a annoncé une commande de treize épisodes en août 2014 sans passer par la case pilote. Le tournage a débuté en mai 2015 à Pittsburgh.
Le 11 mars 2016, WGN America a renouvelé la série pour une deuxième saison diffusée dès janvier 2017.
Le 14 avril 2017, la série est annulée.

## Épisodes

### Saison 1 (2016)
| N° | #  | Titre                                        | Réalisation        | Scénario        | Audiences (millions) | Première diffusion           |
| -- | -- | -------------------------------------------- | ------------------ | --------------- | -------------------- | ---------------------------- |
| 01 | 01 | titre français inconnu Farrell Wine          | Adam Bernstein     | Peter Mattei    | 1 055 000            | États-Unis : 26 janvier 2016 |
| 02 | 02 | titre français inconnu Doomsayer             | Adam Bernstein     | Peter Mattei    | 840 000              | États-Unis : 2 février 2016  |
| 03 | 03 | titre français inconnu Messengers            | Michael Trim       | Peter Mattei    | 881 000              | États-Unis : 9 février 2016  |
| 04 | 04 | titre français inconnu Rubberneck            | Michael Trim       | Ryan Farley     | 801 000              | États-Unis : 16 février 2016 |
| 05 | 05 | titre français inconnu Demolition            | Jon Amiel          | Peter Tolan     | 764 000              | États-Unis : 23 février 2016 |
| 06 | 06 | titre français inconnu Weapons               | Jon Amiel          | William Schmidt | 728 000              | États-Unis : 1er mars 2016   |
| 07 | 07 | titre français inconnu Decomp of a Stuck Pig | Peter Werner       | Ryan Farley     | 669 000              | États-Unis : 8 mars 2016     |
| 08 | 08 | titre français inconnu It's Good to Be King  | Peter Werner       | Sara Goodman    | 737 000              | États-Unis : 15 mars 2016    |
| 09 | 09 | titre français inconnu Trust                 | Rosemary Rodriguez | William Schmidt | 673 000              | États-Unis : 22 mars 2016    |
| 10 | 10 | titre français inconnu Day Most Blessed      | Rosemary Rodriguez | Peter Tolan     | 809 000              | États-Unis : 29 mars 2016    |
| 11 | 11 | titre français inconnu Mortar                | Andrew Bernstein   | Ryan Farley     | 823 000              | États-Unis : 5 avril 2016    |
| 12 | 12 | titre français inconnu All Hell              | Andrew Bernstein   | Peter Tolan     | 954 000              | États-Unis : 12 avril 2016   |
| 13 | 13 | titre français inconnu Long Live the Bren'in | Peter Weller       | Peter Mattei    | 956 000              | États-Unis : 19 avril 2016   |

### Saison 2 (2017)
Elle a été diffusée à partir du 24 janvier 2017.
1. titre français inconnu (And the Three Shall Save You)
2. titre français inconnu (Shadowside)
3. titre français inconnu (Banishment)
4. titre français inconnu (How we Hunt)
5. titre français inconnu (We Are Kinnah)
6. titre français inconnu (Kill or Be Killed)
7. titre français inconnu (Home for Supper)
8. titre français inconnu (Healing)
9. titre français inconnu (Loyal to the Bone)
10. titre français inconnu (Stranger in a Strange Land)
11. titre français inconnu (The Run)
12. titre français inconnu (What Must Be Done)
13. titre français inconnu (Unbroken Chain)